# جهاز تسمير البشرة

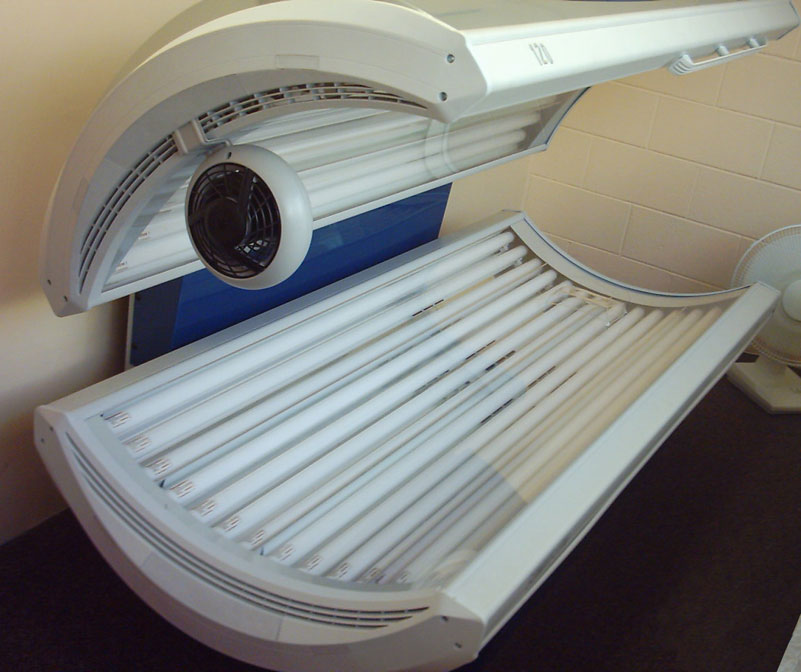
جهاز حمام الشمس ، مطفأ.

حمام الشمس أو حمام الشمس الصناعي (بالإنجليزية : tanning bed أو sunbed) هو جهاز ينتج أشعة فوق البنفسجية يستخدم في التجميل حيث يسفّع البشرة ويعطيها لونا خمريا. ويتكون جهاز حمام الشمس من جزئين، أحدهما السفلى يشبه السرير، وجزئه العلوي غطاء بنفس طول السرير ويشبه علبة النظارة . يتكون الجزءان من مصابيح فلورسنت مغطاة من الداخل بالفوسفور بحيث تنتج طيفا من الأشعة فوق البنفسجية مماثلة لأشعة الشمس . ويتكون طيف الأشعة البنفسجية من جزئين يسمى أحدهما نوع UVA ويوجد في أجهزة حمام الشمس بنسبة 95% والجزء الآخر UVB ويوجد بنسبة 5% .
توجد صالونات مزودة بتلك الأجهزة يزورها الناس، حيث يستلقي الشخص يكاد يكون عاريا على السرير ويغلق الغطاء، فيتعرض الجسم بأكمله للأشعة فوق البنفسجية الصادرة من تحته ومن غطاء الجهاز لمدة دقائق . يخرج الشخص بعد ذلك من الجهاز وقد اكتسبت بشرته اللون الخمري المحبب، والذي يذكرهم بأوقات العطلة السعيدة على شاطئ البحر .
تتكون أجهزة حمام الشمس من 24 إلى 60 لمبة قوة كل منها من 100 واط إلى 200 واط، وهي موزعة على جزئي الجهاز السفلي والغطاء.

## الحذر في الاستخدام
رغم أن التعرض للأشعة فوق البنفسجية له مضار على الجسم، يتهافت بعض الناس على صالونات حمام الشمس الصناعية، فزيادة التعرض لتلك الأشعة وعلى الأخص النوع UVB - وهو ذو طاقة عالية - قد يؤدي إلى الإصابة بسرطان الجلد ، ونشأة التجاعيد، وانخفاض المناعة . وتحذر منظمة الصحة العالمية من استخدام تلك الأشعة لغرض التجميل .
كذلك يؤدي استخدام أجهزة الحمام الشمسي بدون تغطية كافية للعينين قد يصيب العينين بالضرر.

## أنواع الأشعة فوق البنفسجية
يصنف المختصون الأشعة فوق البنفسجية إلى ثلاثة أنواع : UV-C وUV-B وUV-A.
بينما تمتص طبقة الأوزون في الغلاف الجوي النوع UV-C وتمنعها من الوصول إلينا، تصل إلينا النوعان UV-B وUV-A.
تدخل الأشعة UV-A عميقا في البشرة وتضفي عليه شيئا من اللون البني لحماية الجسم من استمرار تعرضه لتلك الاشعة الضارة، إلا أن ذلك لا يحميه كافيا. وتؤثر الأشعة من نوع UV-B على البشرة بطريقة تسرع من شيخوخته . وإذا لم يكن ذلك ظاهرا في السنوات الأولى من التعرض لها فإن التأثير على شيخوخة البشرة يظهر فيما بعد، إذ أن البشرة لا تنسى الجرعات التي تعرضت إليها لتلك الاشعة على مدى الحياة. وتدخل الأشعة UV-B عميقا تحت الجلد وتسبب أولا الاحمرار الذي قد يتطور إلى تسلخ الجلد مصحوبا بآلام . لهدا فمن المهم جدا حماية الأطفال منها واختيار أوقات التعرض لاشعة الشمس أثناء العطلات بعناية، مع تفادي أوقات فترة الظهيرة اللاسعة.
وفي البلاد الأوروبية حيث يصر الناس على التعرض للشمس أو زيارة حمامات الشمس توجد مراهم لدهن البشرة قبل التعرض للاشعة الفوق بنفسجية لحماية البشرة، إلا أن الاستخدام الصحيح لتلك المراهم هو طلاء الجسم بها بطبقة سميكة حتى تتحقق حمايتها للجلد .
وتخترق الأشعة الفوق بنفسجية ماء البحر أيضا، حتى أن شدة النوع UV-B تضعف إلى النصف على عمق 1 متر في الماء ، بينما نجد أن 75% من الأشعة الفوق بنفسجية من النوع UV-A لا يزال موجودا على عمق 1 متر.

## اقرأ أيضاً
- مرشح أشعة فوق البنفسجية
- مرشح أشعة تحت الحمراء
- مزج ضوئي
- كهروضوئيات
- أجهزة بصرية